# Sorge (rivière)
Pour les articles homonymes, voir Sorge.
La Sorge est une rivière du canton de Vaud, en Suisse, née de la confluence de deux rivières et qui change de nom en confluant avec la Mèbre.

## Hydronymie
Le nom de la Sorge est probablement d'origine latine, par le verbe surgere qui signifie jaillir, la Sorge n'ayant pas de source, car naissant de la confluence de deux rivières.

## Géographie
La rivière naît de la confluence de la Chamberonne et de la Petite Chamberonne dans le bois de la Rueire à la limite des communes de Villars-Sainte-Croix et Crissier. Elle entre pleinement sur la commune de Crissier juste avant de passer sous l'autoroute A9. Après quoi, la Sorge se dirige vers l'ouest pour marquer la limite avec celle de Bussigny. Elle est à plusieurs reprises canalisée dans des souterrains et ressort à chaque espace vert. La rivière entre ensuite dans la ville d'Écublens où elle est encore principalement souterraine, jusqu'à ce qu'elle arrive au quartier de Bassenges. Après sa résurgence, elle marque la limite entre les communes de Chavannes-près-Renens et Écublens et continue jusqu'au quartier de la Mouline où elle conflue avec la Mèbre. La rivière reprend alors le nom de Chamberonne pour aller se jeter 1 300 m plus loin, dans le lac Léman.
La Sorge fait partie des 39,1 km2 du bassin versant de la Chamberonne. Aucun cours d'eau n'afflue dans la Sorge.

### Hydrologie
La Sorge récupère les eaux de la station d'épuration de Boussens par la Chamberonne, ce qui permet une nitrification partielle de ses eaux. Elle récupère aussi les eaux servant à la régulation thermique des bâtiments du campus de l'école polytechnique fédérale de Lausanne et de l'université de Lausanne. Ces récupérations ont un impact sur la qualité de l'eau. Le service de protection des eaux du canton de Vaud évalue en 2011, dans le bois de la Rueire, juste après la formation de la rivière, la qualité biologique de l'eau moyenne et une qualité chimique mauvaise, notamment à cause de la présence de nombreux pesticides. En revanche, juste avant de confluer avec la Mèbre, la qualité chimique de l'eau est considérée comme bonne.

## Faune
Deux espèces de poissons sont notamment présentes dans la Sorge. En 2012, l'inspection de la pêche du canton de Vaud relève la capture de 95 truites Fario et 15 vairons.